# Pernette du Guillet
Pour les articles homonymes, voir Guillet.
Pernette du Guillet, née à Lyon en 1518 ou 1520 et morte le 17 juillet 1545, est une poétesse française.
Essentiellement constituée de courts poèmes, épigrammes, chansons et quelques élégies, son œuvre exprime une grande musicalité.
La grande majorité de ses poèmes sont découverts après sa mort par un ami de son mari, Antoine du Moulin, qui les publie de façon posthume sous le titre de Rymes de gentille et vertueuse dame.

## Biographie
Peu de choses sont connues de la vie de Pernette du Guillet. Sa date de naissance est incertaine, 1518 ou 1520. 
Elle naît dans une famille noble et épouse en 1538 un du Guillet. 
Elle rencontre Maurice Scève au printemps 1536 avec qui elle a une relation littéraire au sein de l'école de Lyon. On lui prête une relation amoureuse avec ce dernier mais celle-ci ne repose sur rien. Il est probable que cette relation amoureuse lui ait été attribuée à l'instar de beaucoup d'autrices à travers l'histoire pour la discréditer à partir d'hypothèses très peu solides.
Par la suite, elle participe à des recueils de chansons en 1540 et 1541.
La grande majorité de ses poèmes sont découverts après sa mort survenue le 17 juillet 1545, des suites d'une maladie, par Antoine du Moulin, ami de son mari venu faire le tri dans ses affaires,. 
Il obtient l'autorisation du veuf de les publier de façon posthume sous le titre Rymes de gentille et vertueuse dame, Pernette du Guillet, chez l'imprimeur-libraire Jean de Tournes (père).

## Œuvre
Essentiellement constituée de courts poèmes, soixante épigrammes, dix chansons et quelques élégies, son œuvre exprime une grande musicalité. On l'explique par son éducation noble qui en a fait une musicienne, très vraisemblablement au luth. D'ailleurs au moins quatre de ses textes ont été adaptés et chantés quelques années avant sa mort.
Son œuvre a une continuité où, de poème en poème, elle s'adresse dans le cadre d'une histoire d'amour chaste à l'être aimé, qu'elle nomme affectueusement « mon Jour ». Ce dernier vient illuminer peu à peu les ténèbres dans lesquelles la poétesse se trouve. L'ouvrage se conclut par cinq épitaphes écrites en son honneur par Maurice Scève et Jean de Vauzelles.
Son œuvre est rééditée trois fois au XVIe siècle : en 1546, 1552 et 1554. Mais elle sera ensuite oubliée jusqu'au XIXe siècle et rééditée à nouveau au XXe siècle où des études lui sont consacrées, qualifiant sa production comme « singulièrement décantée » ou bien encore « l'une des réussites les plus rares de nos lettres féminines ». Néanmoins, elle reste dans l'ombre d'autres productions de la même période, celle de Louise Labé en particulier.

### Liste des œuvres
- pièce LII, «Je n’oserois le penser veritable», mise en musique par Pierre de Villiers, et pièce LIII, «En lieu du bien, que deux souloient pretendre», mise en musique par Quentin ou François de Lys, in Second livre contenant xxvii chansons nouvelles à quatre parties en ung volume, Paris, P. Attaignant et H. Jullet, 1540 (publiées la même année in Le Parangon des chansons, sixiesme livre […], Lyon, J. Moderne, 1540).
- pièce XII, «Le Corps ravy, l’ame s’en esmerveille», mise en musique par Gabriel Coste, et pièce XIV, «Le grand desir du plaisir admirable», mise en musique par François de Lys, in Le Parangon des chansons, neufvieme livre […], Lyon, J. Moderne, 1541.

- Rymes de gentile, et vertueuse dame D. Pernette Du Guillet Lyonnoise, Lyon, 1545  (Wikisource) (préface d'Antoine Du Moulin, épitaphes par Maurice Scève et Jean de Vauzelles, édité par Jean de Tournes) [lire en ligne]

## Galerie

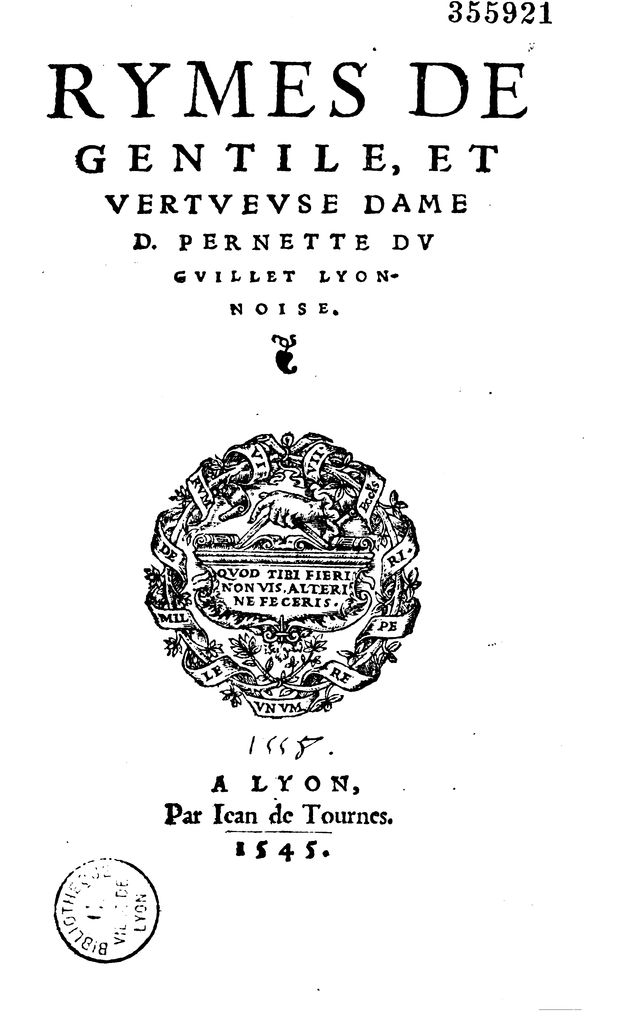
"Rymes de gentile, et vertueuse dame D. Pernette Du Guillet"
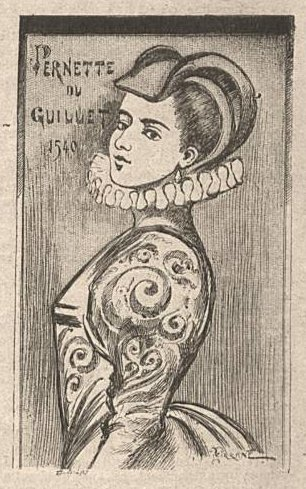
"Pernette du Guillet, poétesse lyonnaise"

## Postérité
Elle figure en 2022 dans une exposition intitulée Renaissance des femmes, organisée par le château de Blois, et consacrée aux « femmes puissantes de la Renaissance, effacées de l’histoire ».
L’Allée Pernette-du-Guillet dans le 19e arrondissement de Paris a été nommée en son honneur.[réf. nécessaire]